# فيل سوير
فيل سوير (بالإنجليزية: Phil Sawyer)‏ هو كاتب أغاني ومنتج أسطوانات وموسيقي بريطاني، ولد في 8 مارس 1947 في لندن في المملكة المتحدة.

## وصلات خارجية
- فيل سوير على موقع ميوزك برينز (الإنجليزية)
- فيل سوير على موقع أول ميوزيك (الإنجليزية)
- فيل سوير على موقع ديسكوغز (الإنجليزية)
- فيل سوير على موقع ديسكوغز (الإنجليزية)
- الموقع الرسمي